# ستيفان رادويا
ستيفان رادويا هو لاعب كرة قدم صربي في مركز الوسط، ولد في 28 نوفمبر 1990 في نوفي ساد في صربيا. لعب مع نادي باتشكا بالانكا ونادي كيكسكيميت.

## وصلات خارجية
- ستيفان رادويا على موقع قاعدة بيانات كرة القدم.إي يو (الإنجليزية)
- ستيفان رادويا على موقع Soccerway.com (الإنجليزية)